# Беляево (Чеховский район)
Беляево — деревня в Чеховском районе Московской области, в составе муниципального образования сельское поселение Стремиловское (до 28 февраля 2005 года входила в состав Стремиловского сельского округа), деревня связана автобусным сообщением с райцентром и соседними населёнными пунктами.

## Население
| 2002 | 2006 | 2010 |
| ---- | ---- | ---- |
| 91   | ↘87  | ↘70  |

## География

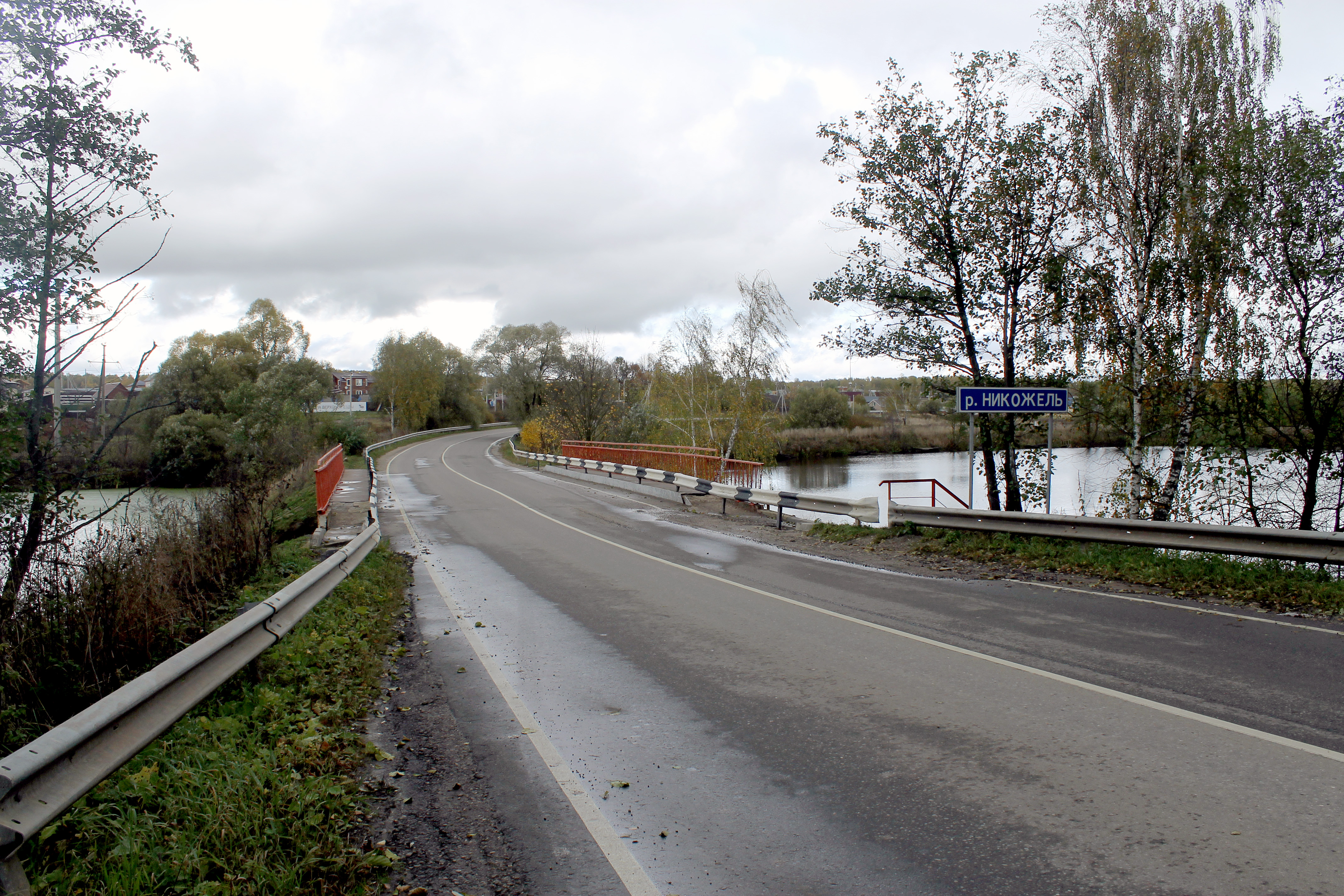
Мост через реку Никожель в деревне Беляево

Беляево расположено примерно в 12 км на запад от Чехова, на запруженной реке Никажель (правый приток Лопасни), высота центра деревни над уровнем моря — 170 м На 2016 год в Беляево 8 улиц и 4 садовых товарищества.